# Ängtjärnen (Färnebo socken, Värmland, 662299-141292)
Ängtjärnen är en sjö i Filipstads kommun i Värmland och ingår i Göta älvs huvudavrinningsområde.